# 아나 리수에뇨
아나 리수에뇨(Ana Risueño, 1969년 6월 22일 ~ )는 스페인의 배우이다.